# ماسا لوبرينس
ماسا لوبرينزي (بالنابولية: Massa) هي بلدية في المدينة النابولية الكبرى في منطقة كامبانيا الإيطالية، تقع على بُعد حوالي 25 كيلومترًا (16 ميلًا) جنوب شرق نابولي. كان عدد سكانها في(31 ديسمبر 2004) ، 13,404 نسمة ومساحتها 19.7 كيلومتر مربع.

## الجغرافيا
تحتوي بلدية ماسا لوبرينس على القرى الصغيرة ،و تقسيمات فرعية، و بشكل رئيسي القرى والقرى الصغيرة، في أكوارا ،وأنونزياتا نوكازا ،ومارسيانو ،ومارينا ديل كانتوني ،ومارينا ديلا لوبرا ،ومارينا دي بولو ،وميترانو ،ومونتيكيو ،ونيرانو ،وباستينا ،وسان فرانسيسكو ،وسانت. أجاتا سوي دو جولفي (و هو موقع مضيق كرابولا)، سانتا ماريا ديلا نيفي، شيازانو، تيرميني وتوركا.
و تحد بلدة ماسا لوبرينس فقط مع بلدية سورينتو.

## التطور الديموغرافي
يوضح الشكل الآتي تزايد أعداد السكان في ماسا لوبرينس من عام (1861-2001).

## معرض الصور

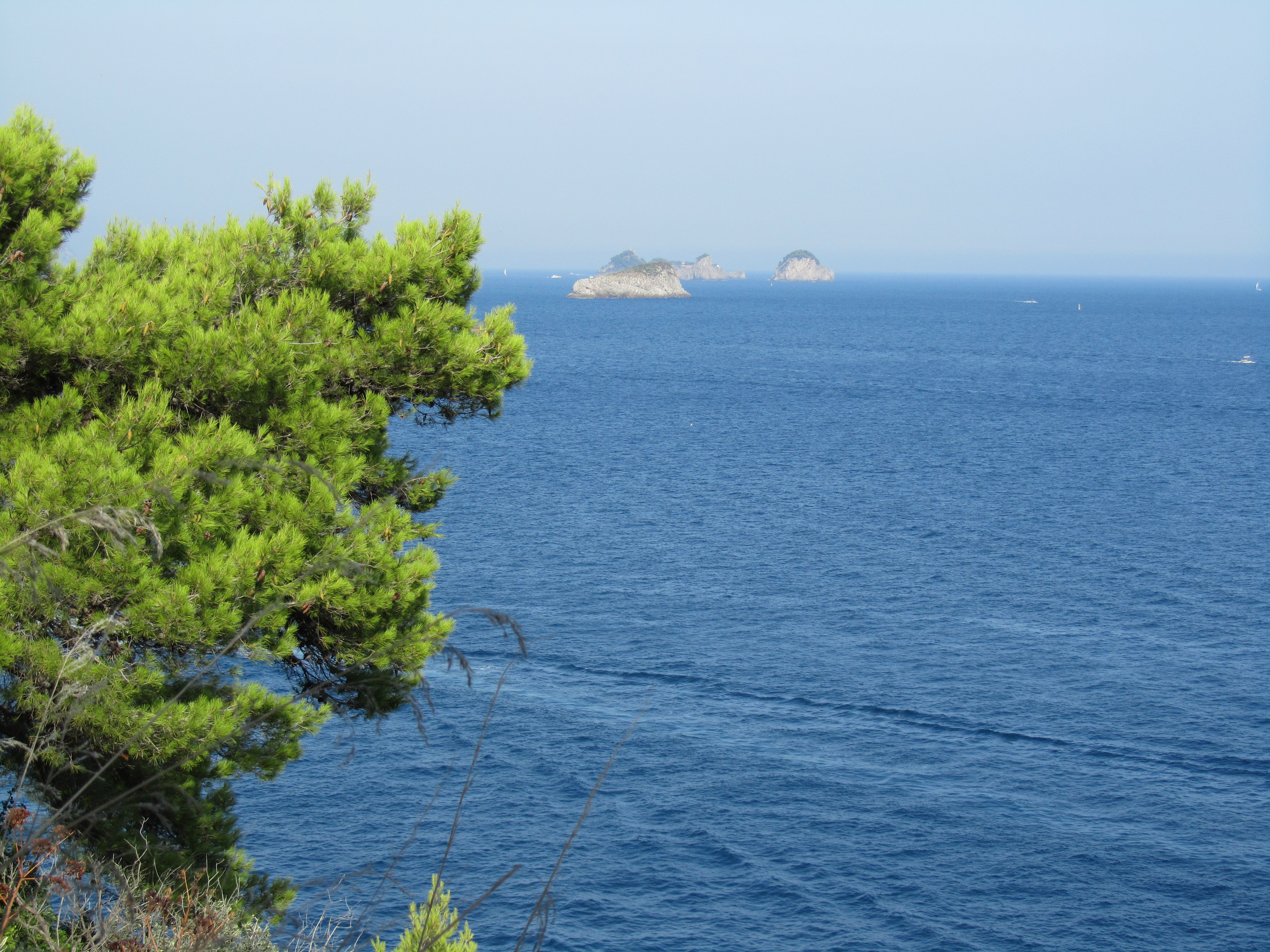
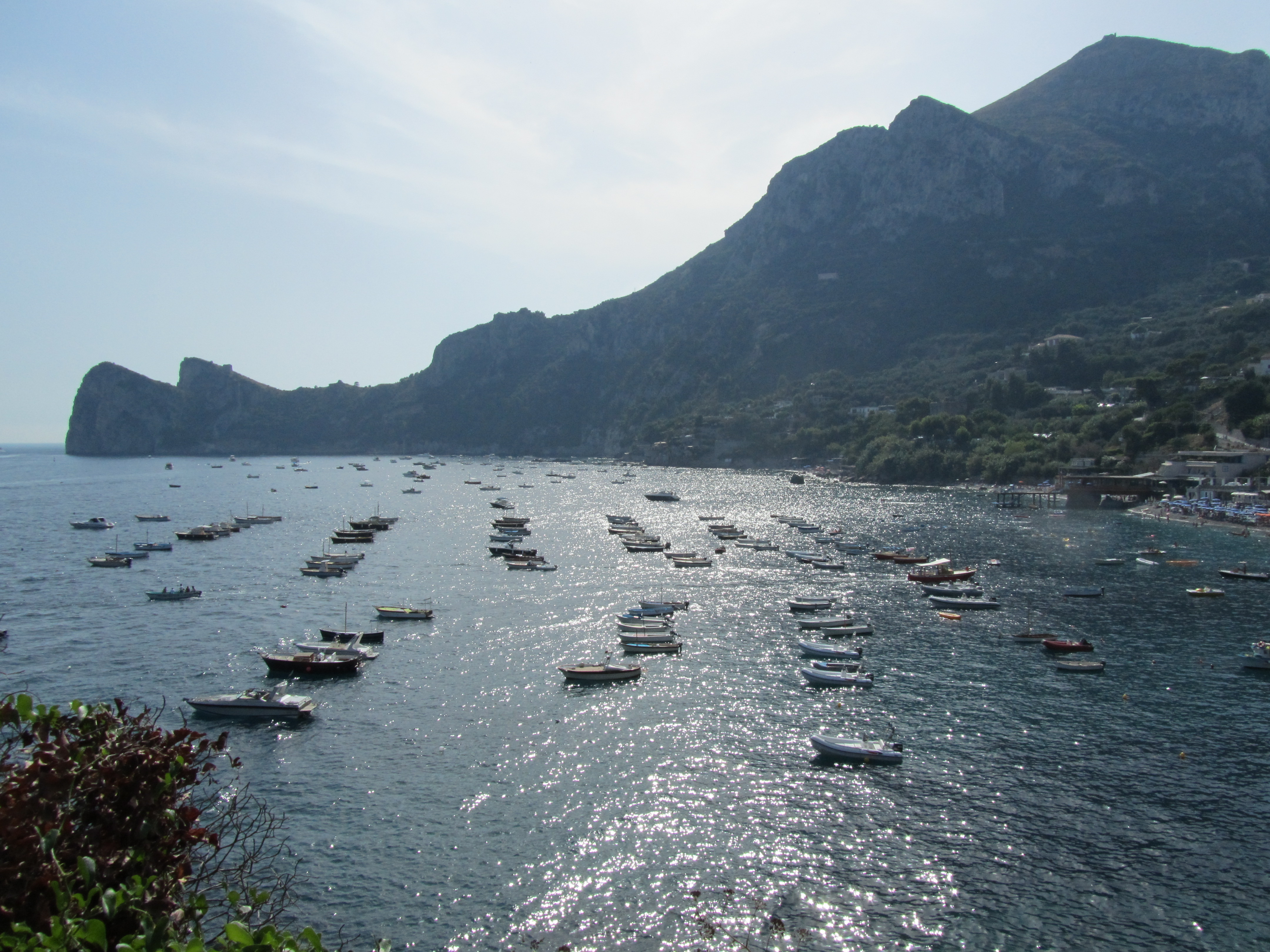
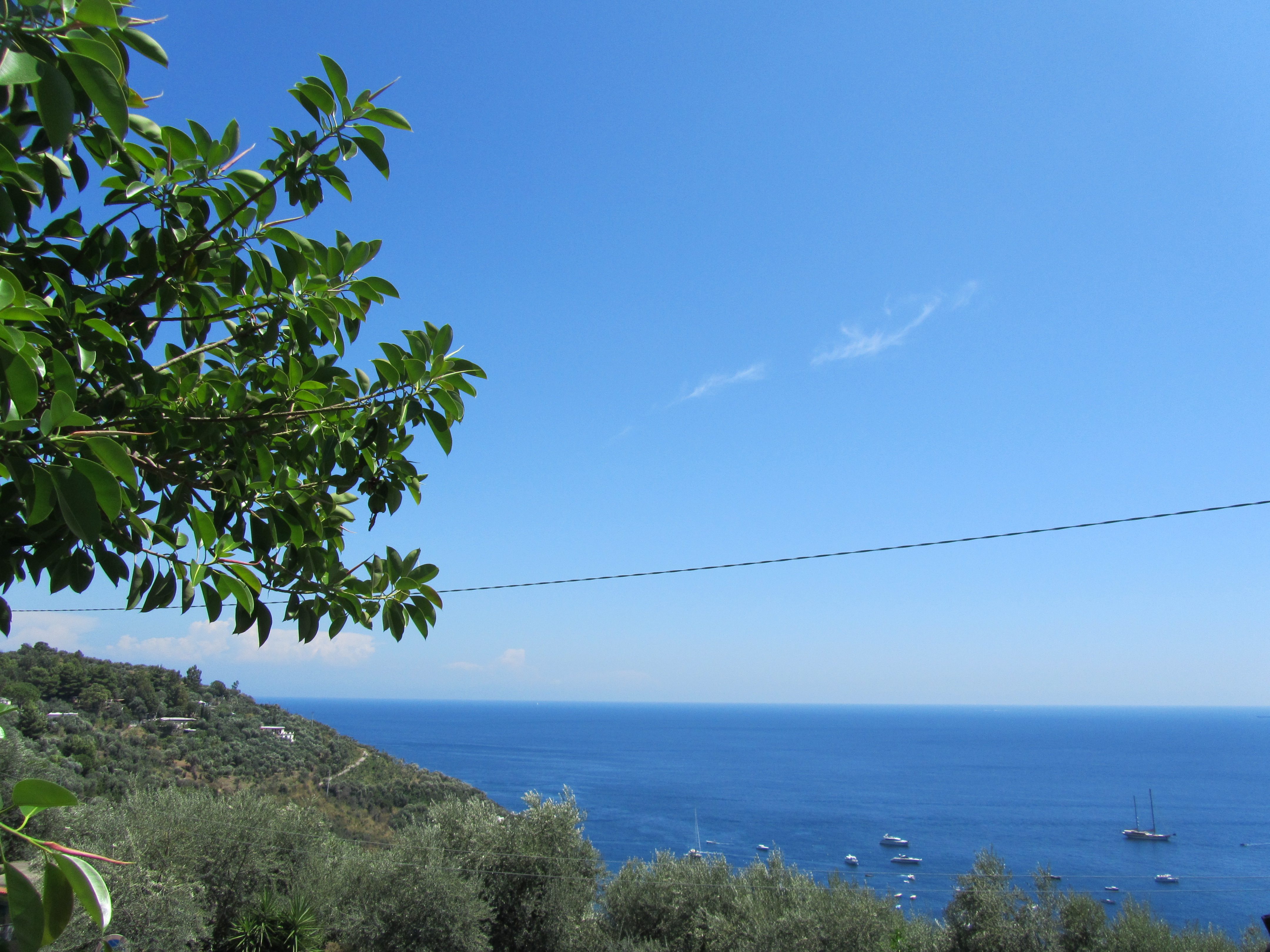
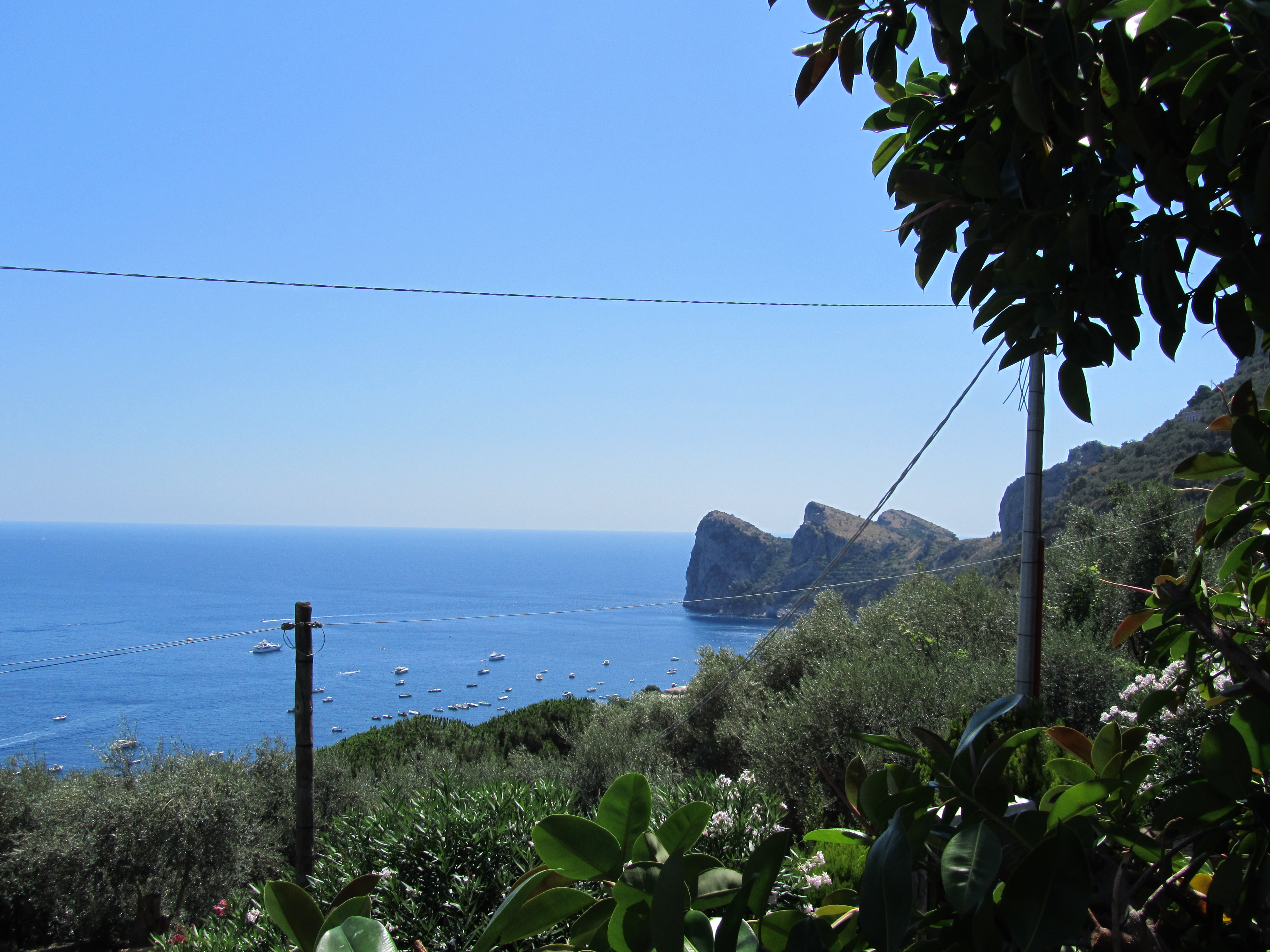
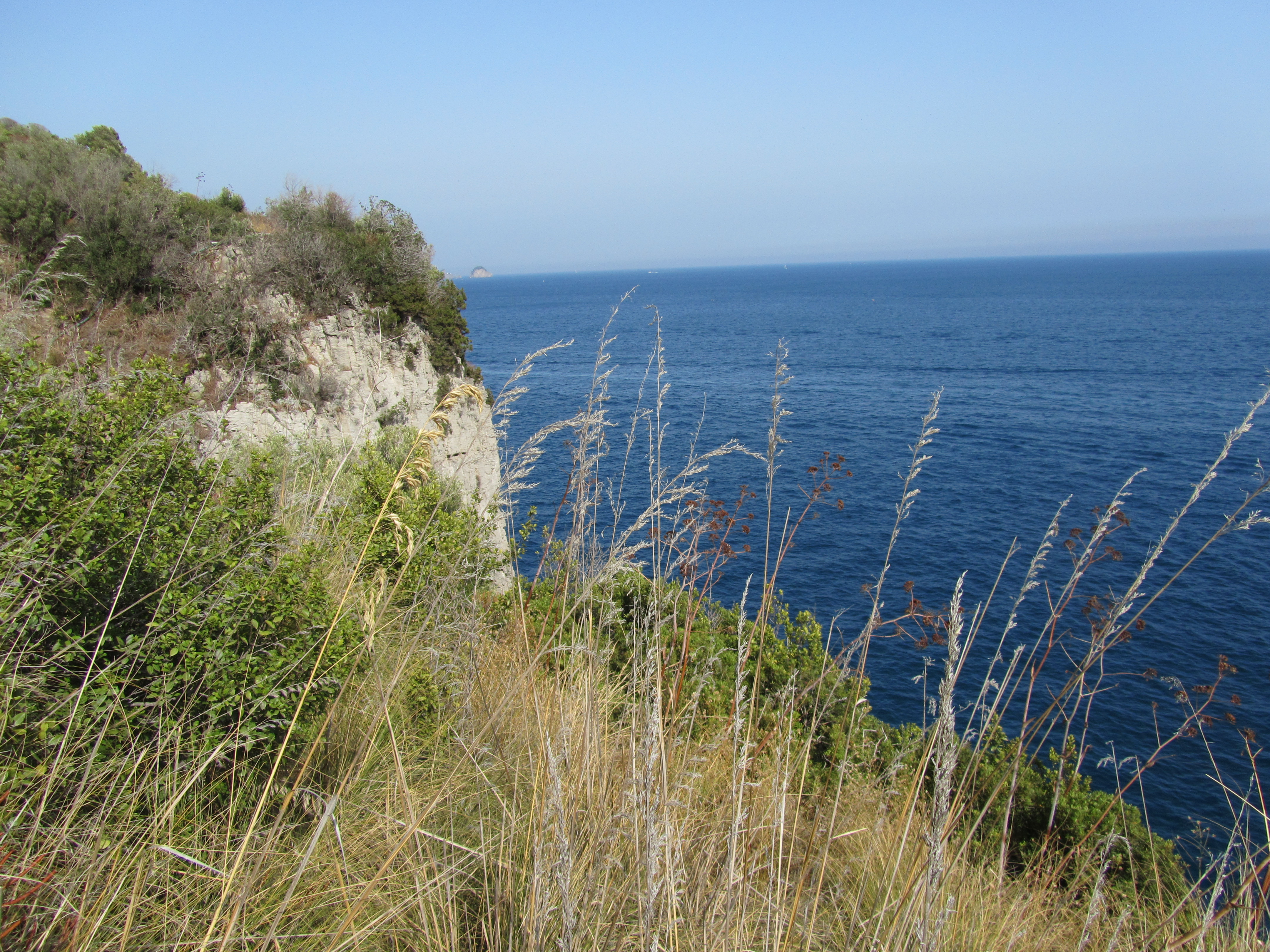
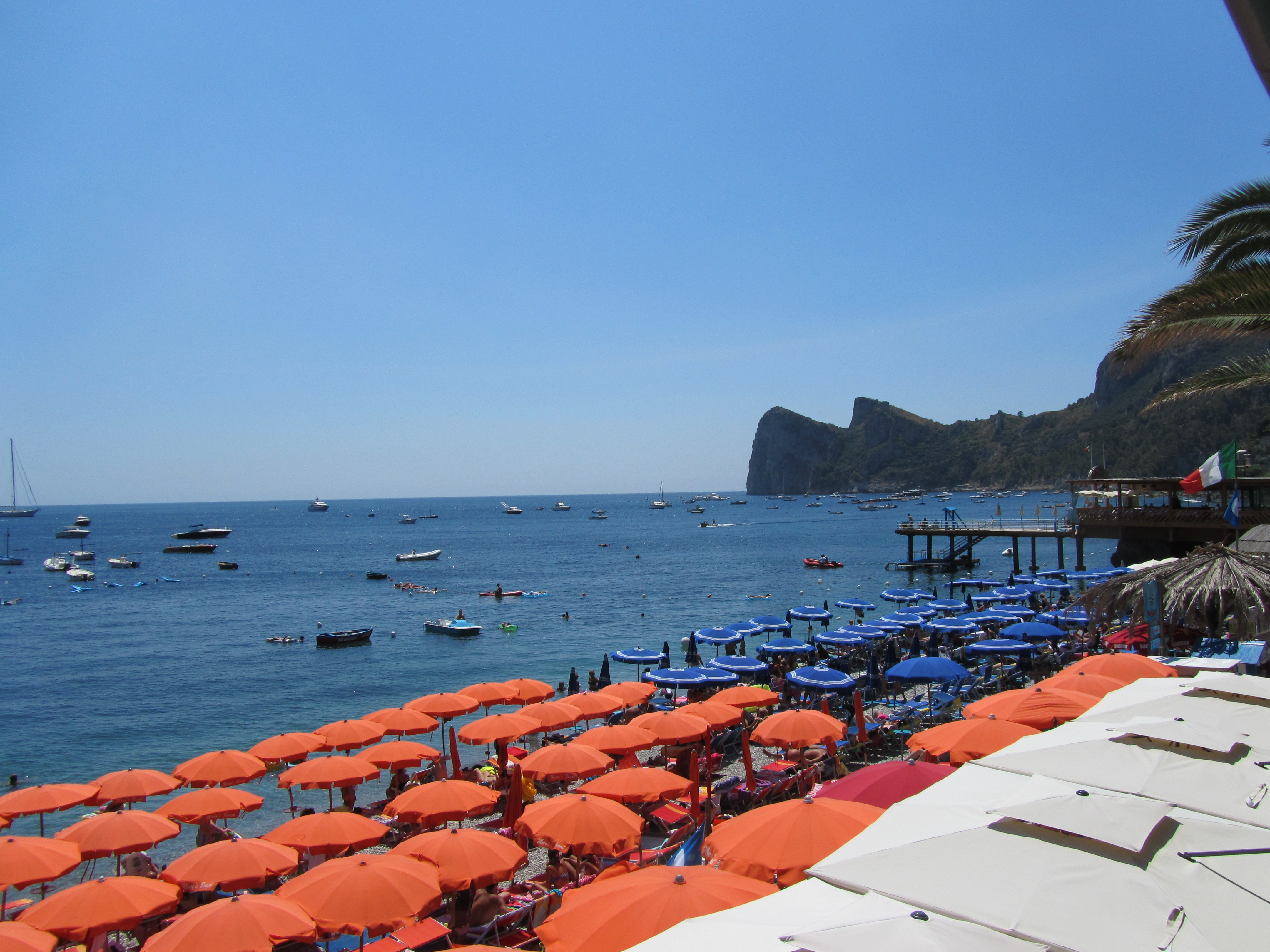
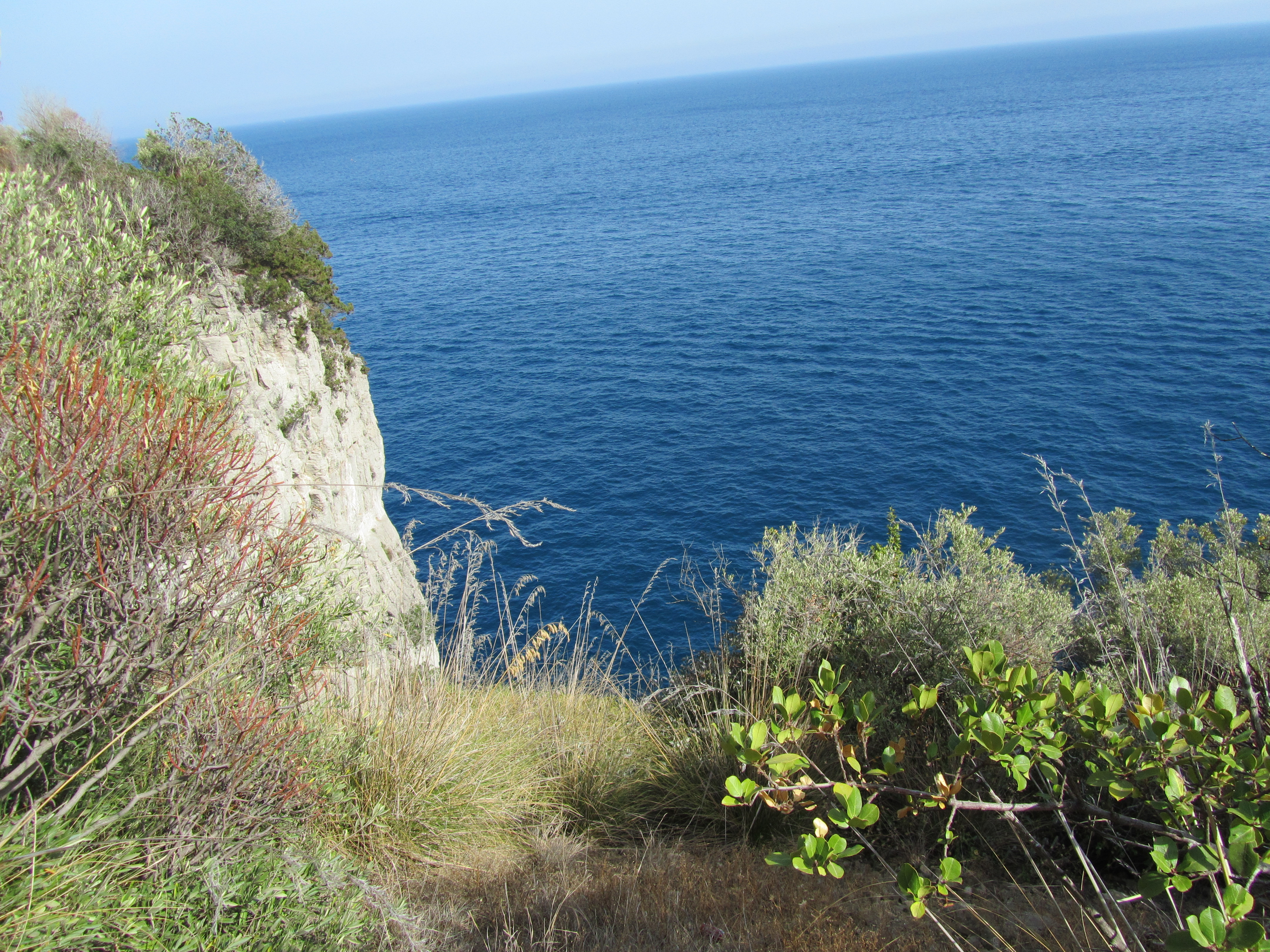

## الروابط الخارجية
- بلدية ماسا لوبرينسي (نا)
- موقع Massa Lubrense على الويب